# World Connection
World Connection é uma gravadora/editora musical neerlandesa com sede na cidade de Haarlem. Esta editora lança álbuns principalmente de world music. Vários cantores portugueses têm tido discos lançados por esta editora, nomeadamente Sara Tavares, Mariza (quando nenhuma editora portuguesa quis lançar o seu álbum, foi esta a sua primeira gravadora), Deolinda, etc.